# Вуглегірська ТЕС
Вуглегірська ТЕС — теплова електростанція ДАЕК «Центренерго» розташована в місті Світлодарськ Донецької області. Встановлена потужність — 3600 МВт.
Кількість енергоблоків — 7. Проектне паливо: енергоблоки 300 МВт — вугілля марки ГСШ з калорійністю 5000 ккал/кг; енергоблоки 800 МВт газ. Частка використання природного газу у структурі палива в 2007 році енергоблоками 300 МВт —1,98 %.
ТЕС з'єднана з електромережею за допомогою трьох ЛЕП напругою 330 кВ, також є чотири ЛЕП напругою 330 кВ, які відключені від енергосистеми через окуповані території.

## Історія
- 1966 р. Прийнято рішення про будівництво в 1967–1977 роках у складі ПЕО «Донбасенерго» Вуглегірської ГРЕС потужністю 3600 МВт.
- 1968–1971 рр. Побудовані: ставок-охолоджувач, насосна станція підживлення водосховища в селі Курдюковка, будівля хімцеха, головний корпус, ВРП та інші об'єкти, що забезпечують пуск першого енергоблока потужністю 300 МВт
- 3 грудня 1972 року о 19 годині 25 хвилин перший енергоблок потужністю 300 МВт підключений до мережі.
- 1973 р. Введені в експлуатацію енергоблоки № 2, 3, 4.
- 1977 р. У грудні введений в експлуатацію третій енергоблок потужністю 800 МВт. Встановлена потужність електростанції досягла проектної — 3600 МВт.
- 2013 р. На Вуглегірській ТЕС масштабна пожежа, внаслідок якої повністю знищено чотири енергоблоки.[1][2]

### Російсько-українська війна
3 серпня 2015 року в результаті бойових дій були зруйновані повітряні лінії електропередачі напругою 330 кВ 330 кВ Вуглегірська ТЕС — Донбаська № 1. Відновити їх та підключити ТЕС до енергосистеми вдалось 7 серпня 2015 року.
В десятих числах серпня 2016 снаряди російських найманців влучили у Вуглегірську ТЕС: зруйнували резервуар питної води та пошкодили лабораторію з контролю очистки та якості води.
10 березня 2022 року обстрілами було пошкоджено газогін-відвід до ГРС Вуглегірської ТЕС. Відновити його роботу вдалось лише 18 березня.
12 червня 2022 року російські військові завдали два удари ракетами типу Х-22 по селу Миколаївка (Покровського району). У результаті удару, серед всього іншого, було сильно пошкоджено адмінбудівлю Вуглегірської ТЕС, залізничне полотно, автомобіль «швидкої допомоги», лінії електропередач. Без світла залишилися Бахмут і Красногорівка.
На території електростанції спалахнула пожежа. Місто Світлодарськ було захоплене російськими окупантами, проте територію Вуглегірської ТЕС контролювали до серпня 2022 року підрозділи Збройних сил України. За ТЕС тривали запеклі бої.

## Станція
Головний корпус першої та другої черги складається з машинних зал, бункерно-деаераторного відділення і котельного відділення першої і другої черги будівництва відповідно. Каркас будівель виконаний із збірних залізобетонних конструкцій, міжповерхові перекриття — із попередньонапружених залізобетонних плит. Покрівлю виконано по металевим фермам із спеціальних профільованих тонколистових оцинкованих панелей, утеплених пінопластом.
Стінове заповнення двох машинних зал виготовлене з пінобетонних панелей, оздоблених глазурованою плиткою типу «іриска». Розташування турбоагрегатів в машинному залі першої черги — поперечне. Теплова схема — блокова без поперечних зв'язків між блоками по парі і воді. Розміщення турбоагрегатів потужністю по 800 МВт в машинному залі другої черги — поздовжнє. Теплова схема — блокова. У машинному залі другої черги розташовано три установки теплофікацій продуктивністю по 30 Гкал/г кожна, призначені для теплопостачання житлового селища і промислового майданчика, а також все допоміжне устаткування енергоблоків.
У двох бункерно-деаераторних відділеннях розташовані системи пилепідготування, деаераторні установки, розподільні пристрої власних потреб 0,4 Кв і пункти управління енергоблоками. Стінові панелі котельних відділень виконані з профільованого оцинкованого листа. Встановлені багерні насосні системи гідрозоловидалення. Допоміжне устаткування котельних відділень — димососи, дутеві вентилятори, регенеративні повітропідігравачі і електрофільтри для золовловлювання розміщені на відкритому майданчику біля головного корпусу.
Паливне господарство першої черги електростанції (енергоблоки по 300 МВт) складається з відкритого вугільного складу місткістю 325 тис. т, обладнаного мостовим краном-перевантажувачем, розвантажувального пристрою з двома роторними вагоноперекидачами для вагонів вантажопідйомністю 60 — 125 т.т. двоколійним розморожуючим пристроєм, системою галерей стрічкових транспортерів подачі вугілля в бункери котлів.
Енергоблоки 800 МВт через дефіцит газомазутного палива перебувають у стані довготривалого резерву з елементами консервації.
Димові гази від двох черг електростанції відводяться в атмосферу через дві залізобетонні труби заввишки 320 м з підвісним газовідвідним стовбуром з кремнебетонних панелей.

## Пожежа 29 березня 2013 року
29 березня 2013 року в 15:14 в результаті пожежі, яка сталася внаслідок загоряння вугільного пилу, зруйновані чотири турбіни Вуглегірської ТЕС